# Ms. Jade
Ms. Jade (nacida como Chevon Young) es una rapera de Filadelfia, Pensilvania.
En el 2002 lanzó su único álbum a la fecha: Girl Interrupted, presentando los sencillos "Big Head", "Feel the Girl" y "Ching Ching".
En 2008 lanzó nueva música a través de su myspace, incluyendo "Cha Cha 2008" y "A Millie Freestyle".
En el 2009 dijo en una entrevista con newfreemixtape.com que ella estaría de vuelta.

## Discografía

### Álbumes
- 2002: Girl Interrupted

### Sencillos
| Año  | Título                                                                      | Chart | Chart    | Chart    | Álbum                              |
| Año  | Título                                                                      | U.S.  | U.S. R&B | U.S. Rap | Álbum                              |
| ---- | --------------------------------------------------------------------------- | ----- | -------- | -------- | ---------------------------------- |
| 2002 | "Big Head" (featuring Timbaland)                                            | -     | 106      | -        | Girl Interrupted                   |
| 2002 | "Ching Ching" (featuring Nelly Furtado & Timbaland)                         | 114   | 41       | 22       | Girl Interrupted                   |
| 2002 | "Feel The Girl"                                                             | 92    | 52       | 22       | Girl Interrupted                   |
| 2002 | "Are We Cuttin'" (Pastor Troy featuring Ms. Jade)                           | 96    | 47       | -        | Universal Soldier                  |
| 2002 | "Turn Off the Light (remix)" (Nelly Furtado featuring Timbaland & Ms. Jade) | 5     | 52       | -        | Turn Off the Light (CD Single)     |
| 2002 | "Sexual Healing" (Tweet featuring Ms. Jade)                                 | -     | 124      | -        | Southern Hummingbird               |
| 2003 | "Funky Fresh Dressed" (Missy Elliott featuring Ms. Jade)                    | -     | 107      | -        | Under Construction                 |
| 2003 | "Disco" (Slum Village featuring Raje Shwari & Ms. Jade)                     | -     | 93       | -        | Trinity (Past, Present and Future) |